# V.LEAGUE Division2 2018-19
V.LEAGUE Division2 2018-19は、日本のバレーボールリーグ・V.LEAGUEのセカンドディビジョンである「V.LEAGUE Division2」の初年度のシーズンである。

## 概要
2018-19シーズンより始まったV.LEAGUE のセカンドカテゴリとして開催される V.LEAGUE Division2 の初年度シーズンである。実質的な前身はV・チャレンジリーグⅠに相当するが、スーパーリーグライセンスの付与状況により男子は9チーム、女子は10チームで争われる。

### 日程
男女とも、日程は概ねV1女子と合わせられた。レギュラーラウンドの12月9日から1月12日までの間はインターバルが設けられる。
- レギュラーラウンド（男子）  - 2018年11月10日 - 2019年3月17日
- レギュラーラウンド（女子）  - 2018年11月10日 - 2019年2月24日
- ファイナル6（女子）：2019年3月2日 - 2019年3月17日

女子のファイナル6はウインク体育館・ジェイテクト体育館・酒田市国体記念体育館での集中開催となった。

## 男子

### 参加チーム（男子）
都道府県コード順。S2ライセンスを有する8チームと、2017-18シーズン「条件付きS1ライセンス」を保有するつくばユナイテッドSun GAIAの計9チームが参戦する。
| チーム名                       | 本拠 都道府県 | 2017-18シーズン  | ライセンス | 備考 |
| ------------------------------ | ------------- | ---------------- | ---------- | ---- |
| つくばユナイテッドSun GAIA     | 茨城県        | チャレンジⅠ 7位  | S1         |      |
| 埼玉アザレア                   | 埼玉県        | チャレンジⅡ 8位  | S2         |      |
| 警視庁フォートファイターズ     | 東京都        | チャレンジⅠ 3位  | S2         |      |
| 東京ヴェルディ                 | 東京都        | チャレンジⅡ 5位  | S2         |      |
| 富士通カワサキレッドスピリッツ | 神奈川県      | チャレンジⅠ 優勝 | S2         |      |
| 長野GaRons                     | 長野県        | チャレンジⅡ 7位  | S2         |      |
| 大同特殊鋼レッドスター         | 愛知県        | チャレンジⅠ 4位  | S2         |      |
| トヨタ自動車サンホークス       | 愛知県        | チャレンジⅠ 6位  | S2         |      |
| きんでんトリニティーブリッツ   | 大阪府        | チャレンジⅡ 2位  | S2         |      |

### 試合方式（男子）
9チームによる3回総当たり（1チーム24試合）の「レギュラーラウンド」のみを開催する。
S1ライセンス所有チームは2位以内に入るとV・チャレンジマッチに出場。

### 順位決定方式
V・レギュラーラウンドでは以下のように順位を決定する。
1. ポイント
2. 勝利数
3. セット率
4. 得点率
5. 当該チーム間の対戦成績

ポイントの付与
各試合ごとに以下の通りポイントが付与される。
| 条件                                       | 付与ポイント |
| ------------------------------------------ | ------------ |
| セットカウント「3-0」あるいは「3-1」で勝利 | 3点          |
| セットカウント「3-2」で勝利                | 2点          |
| セットカウント「2-3」で敗戦                | 1点          |
| セットカウント「1-3」あるいは「0-3」で敗戦 | 0点          |

### 結果（男子）
| 順位 | チーム                         | 試合 | 試合 | 試合 | セット   | セット   | セット   | 得点   | 得点   | 得点   |
| 順位 | チーム                         | 勝点 | 勝数 | 敗数 | 得セット | 失セット | セット率 | 得点計 | 失点計 | 得点率 |
| 1    | 富士通カワサキレッドスピリッツ | 62   | 21   | 3    | 69       | 20       | 3.450    | 2101   | 1788   | 1.175  |
| 2    | トヨタ自動車サンホークス       | 56   | 19   | 5    | 62       | 27       | 2.296    | 2061   | 1824   | 1.130  |
| 3    | 警視庁フォートファイターズ     | 51   | 17   | 7    | 61       | 37       | 1.649    | 2221   | 2075   | 1.070  |
| 4    | 大同特殊鋼レッドスター         | 47   | 15   | 9    | 52       | 32       | 1.625    | 1934   | 1773   | 1.091  |
| 5    | 埼玉アザレア                   | 39   | 12   | 12   | 51       | 47       | 1.085    | 2189   | 2136   | 1.025  |
| 6    | つくばユナイテッドSun GAIA     | 26   | 9    | 15   | 31       | 52       | 0.596    | 1857   | 1969   | 0.943  |
| 7    | きんでんトリニティーブリッツ   | 22   | 8    | 16   | 32       | 55       | 0.582    | 1823   | 2039   | 0.894  |
| 8    | 長野GaRons                     | 11   | 4    | 20   | 20       | 63       | 0.317    | 1664   | 2002   | 0.831  |
| 9    | 東京ヴェルディ                 | 10   | 3    | 21   | 21       | 66       | 0.318    | 1830   | 2074   | 0.882  |

出典：V.LEAGUE

### 表彰
全日程終了後、以下のように個人賞が発表された。
個人賞
| 賞の名称         | 受賞者氏名 | 所属チーム名                   | 記録    | 受賞回数     | 備考                         |
| ---------------- | ---------- | ------------------------------ | ------- | ------------ | ---------------------------- |
| 優勝監督賞       | 山本道彦   | 富士通カワサキレッドスピリッツ | -       | 初受賞       |                              |
| 最高殊勲選手賞   | 芳賀広大   | 富士通カワサキレッドスピリッツ | -       | 初受賞       |                              |
| 敢闘賞           | 松下大悟   | トヨタ自動車サンホークス       | -       | 初受賞       |                              |
| 最優秀新人賞     | 長谷山拓   | 富士通カワサキレッドスピリッツ | -       | -            |                              |
| 得点王           | 吉岡衛     | トヨタ自動車サンホークス       | 467点   | 初受賞       | 最高得点                     |
| スパイク賞       | 森本浩矢   | トヨタ自動車サンホークス       | 59.8%   | 初受賞       | アタック決定率               |
| ブロック賞       | 森本浩矢   | トヨタ自動車サンホークス       | 0.882本 | 2年連続2回目 | セット当たりブロック決定本数 |
| サーブ賞         | 松橋拓也   | 長野GaRons                     | 12.0%   | 初受賞       | サーブ効果率                 |
| サーブレシーブ賞 | 川崎翔太   | 埼玉アザレア                   | 72.6%   | 初受賞       | サーブレシーブ成功率         |

## 女子

### 参加チーム（女子）
都道府県コード順。S1ライセンスを有する13チームのうち前年の成績下位の2チーム（JAぎふリオレーナ・ブレス浜松）、2018-19シーズンのS2ライセンスを保有する7チーム、及び新規参入でS3ライセンスを保有するヴィクトリーナ姫路の合計10チームが参戦する。
ライセンスは2019-20シーズンのもの。「」は下位ライセンスから格上げとなったクラブ。
| チーム名                                     | 本拠 都道府県 | 2017-18シーズン  | ライセンス | 備考 |
| -------------------------------------------- | ------------- | ---------------- | ---------- | ---- |
| プレステージ・インターナショナルアランマーレ | 山形県        | チャレンジⅡ 5位  | S1         |      |
| 柏エンゼルクロス                             | 千葉県        | チャレンジⅡ 2位  | S2         |      |
| 群馬銀行グリーンウイングス                   | 群馬県        | チャレンジⅡ 優勝 | S1         |      |
| GSS東京サンビームズ                          | 東京都        | チャレンジⅡ 3位  | S2         |      |
| JAぎふリオレーナ                             | 岐阜県        | チャレンジⅠ 5位  | S1         |      |
| ブレス浜松                                   | 静岡県        | チャレンジⅡ 4位  | S1         |      |
| トヨタ自動車ヴァルキューレ                   | 愛知県        | チャレンジⅠ 6位  | S2         |      |
| 大阪スーペリアーズ                           | 大阪府        | チャレンジⅡ 6位  | S2         |      |
| ヴィクトリーナ姫路                           | 兵庫県        | 新規参入         | S1         |      |
| 大野石油広島オイラーズ                       | 広島県        | チャレンジⅠ 7位  | S2         |      |

### 試合方式（女子）
V・レギュラーラウンドとV・ファイナルステージの二段階方式で行われる。
V・レギュラーラウンド
10チームによる2回戦総当たり（1チーム18試合）を行い、上位6チームがファイナル6進出。下位4チームは順位が決まる。
V・ファイナルステージ（ファイナル6）
レギュラーラウンド上位6チームによる1回戦総当たりで年間順位を確定させる。ただし、レギュラーラウンドの順位によって、持ち点が与えられ（1位：5点、2位：4点、…6位：0点）、それとの合算ポイントで順位を決める。ポイントが並んだ場合はV・レギュラーラウンド上位を上位とする。
S1ライセンス所有チームの中で最上位のチームがV1昇格。上位2チームがともにS1ライセンスを所有している場合は準優勝チームがV・チャレンジマッチ出場となる（優勝チームはV1昇格）。

### 順位決定方式
V・レギュラーラウンドでは以下のように順位を決定する。
1. ポイント
2. 勝利数
3. セット率
4. 得点率
5. 当該チーム間の対戦成績

ポイントの付与
各試合ごとに以下の通りポイントが付与される。
| 条件                                       | 付与ポイント |
| ------------------------------------------ | ------------ |
| セットカウント「3-0」あるいは「3-1」で勝利 | 3点          |
| セットカウント「3-2」で勝利                | 2点          |
| セットカウント「2-3」で敗戦                | 1点          |
| セットカウント「1-3」あるいは「0-3」で敗戦 | 0点          |

### 結果（女子）

#### レギュラーラウンド（女子）
| 順位 | チーム                                       | 試合 | 試合 | 試合 | セット   | セット   | セット   | 得点   | 得点   | 得点   |
| 順位 | チーム                                       | 勝点 | 勝数 | 敗数 | 得セット | 失セット | セット率 | 得点計 | 失点計 | 得点率 |
| 1    | ヴィクトリーナ姫路                           | 52   | 17   | 1    | 53       | 7        | 7.571    | 1460   | 1115   | 1.309  |
| 2    | JAぎふリオレーナ                             | 43   | 14   | 4    | 47       | 20       | 2.350    | 1580   | 1419   | 1.113  |
| 3    | 群馬銀行グリーンウイングス                   | 38   | 14   | 4    | 44       | 25       | 1.760    | 1608   | 1406   | 1.144  |
| 4    | プレステージ・インターナショナルアランマーレ | 30   | 10   | 8    | 35       | 30       | 1.167    | 1417   | 1354   | 1.047  |
| 5    | GSS東京サンビームズ                          | 28   | 9    | 9    | 36       | 32       | 1.125    | 1515   | 1457   | 1.040  |
| 6    | 大野石油広島オイラーズ                       | 25   | 9    | 9    | 33       | 35       | 0.943    | 1452   | 1471   | 0.987  |
| 7    | 柏エンゼルクロス                             | 24   | 7    | 11   | 35       | 37       | 0.946    | 1559   | 1558   | 1.001  |
| 8    | ブレス浜松                                   | 21   | 7    | 11   | 28       | 38       | 0.737    | 1356   | 1444   | 0.939  |
| 9    | トヨタ自動車ヴァルキューレ                   | 9    | 3    | 15   | 14       | 49       | 0.286    | 1170   | 1503   | 0.778  |
| 10   | 大阪スーペリアーズ                           | 0    | 0    | 18   | 2        | 54       | 0.037    | 1004   | 1394   | 0.720  |

出典：V.LEAGUE

#### ファイナル6（女子）
| 順位 | チーム                                       | 試合 | 試合 | 試合 | セット   | セット   | セット   | 得点   | 得点   | 得点   |
| 順位 | チーム                                       | 勝点 | 勝数 | 敗数 | 得セット | 失セット | セット率 | 得点計 | 失点計 | 得点率 |
| 1    | ヴィクトリーナ姫路                           | 18   | 4    | 1    | 14       | 3        | 4.667    | 406    | 325    | 1.249  |
| 2    | JAぎふリオレーナ                             | 15   | 4    | 1    | 12       | 6        | 2.000    | 404    | 379    | 1.066  |
| 3    | 群馬銀行グリーンウイングス                   | 15   | 4    | 1    | 14       | 7        | 2.000    | 471    | 424    | 1.111  |
| 4    | プレステージ・インターナショナルアランマーレ | 6    | 1    | 4    | 7        | 12       | 0.583    | 403    | 440    | 0.916  |
| 5    | 大野石油広島オイラーズ                       | 5    | 2    | 3    | 7        | 11       | 0.636    | 377    | 423    | 0.891  |
| 6    | GSS東京サンビームズ                          | 1    | 0    | 5    | 0        | 15       | 0.000    | 312    | 382    | 0.817  |

出典：V.LEAGUE
- 2位と3位の順位はレギュラーラウンドの順位に基づく。

### 最終順位（女子）
| 1  | ヴィクトリーナ姫路                           | Division1に自動昇格             |
| 2  | JAぎふリオレーナ                             | チャレンジマッチに出場          |
| 3  | 群馬銀行グリーンウイングス                   |                                 |
| 4  | プレステージ・インターナショナルアランマーレ |                                 |
| 5  | 大野石油広島オイラーズ                       |                                 |
| 6  | GSS東京サンビームズ                          |                                 |
| 7  | 柏エンゼルクロス                             |                                 |
| 8  | ブレス浜松                                   |                                 |
| 9  | トヨタ自動車ヴァルキューレ                   | シーズン終了後にVリーグ機構退社 |
| 10 | 大阪スーペリアーズ                           | シーズン終了後にVリーグ機構退社 |

### 表彰
全日程終了後、以下のように個人賞が発表された。得点王、スパイク賞、ブロック賞、サーブ賞、サーブレシーブ賞はV・レギュラーラウンドの成績により確定した。
個人賞
| 賞の名称         | 受賞者氏名   | 所属チーム名                                 | 記録   | 受賞回数     | 備考                         |
| ---------------- | ------------ | -------------------------------------------- | ------ | ------------ | ---------------------------- |
| 優勝監督賞       | 竹下佳江     | ヴィクトリーナ姫路                           | -      | 初受賞       |                              |
| 最高殊勲選手賞   | 浅津ゆうこ   | ヴィクトリーナ姫路                           | -      | 初受賞       |                              |
| 敢闘賞           | 吉井奎乃     | JAぎふリオレーナ                             | -      | 初受賞       |                              |
| 最優秀新人賞     | 吉岡可奈     | ヴィクトリーナ姫路                           | -      | -            |                              |
| 得点王           | 江川優貴     | プレステージ・インターナショナルアランマーレ | 312点  | 2年連続2回目 | 最高得点                     |
| スパイク賞       | 吉岡可奈     | ヴィクトリーナ姫路                           | 51.9%  | 初受賞       | アタック決定率               |
| ブロック賞       | 張心穆意     | GSS東京サンビームズ                          | 0.72本 | 初受賞       | セット当たりブロック決定本数 |
| サーブ賞         | 吉岡可奈     | ヴィクトリーナ姫路                           | 15.9%  | 初受賞       | サーブ効果率                 |
| サーブレシーブ賞 | 鶴ヶ崎佳寿葉 | 柏エンゼルクロス                             | 79.3%  | 2年連続2回目 | サーブレシーブ成功率         |

### 注記
1. 1 2  つくばは2019-20シーズンはS2ライセンスとなり、V1昇格要件を満たさない[2]。